# Église Notre-Dame-de-Recouvrance d'Orléans
Pour les articles homonymes, voir église Notre-Dame-de-Recouvrance.
 (décembre 2016).
Si vous disposez d'ouvrages ou d'articles de référence ou si vous connaissez des sites web de qualité traitant du thème abordé ici, merci de compléter l'article en donnant les références utiles à sa vérifiabilité et en les liant à la section « Notes et références ».
L'église Notre-Dame-de-Recouvrance est une église française des XVe et XVIe siècles située à Orléans, dans le département du Loiret et la région Centre-Val de Loire. Elle est affectée depuis sa construction au culte catholique.
Construite dans l'ancien faubourg d’Avenum en appui sur l'enceinte fortifiée du Bas-Empire romain, elle fut modifiée et reconstruite plusieurs fois, en particulier après les guerres de Religion.
Elle est classée monument historique depuis 1918 et son ancien presbytère est inscrit monument historique depuis 1928. Le grand vitrail du maître-autel (XVIe) est classé MH depuis 1904.

## Toponymie
L’église porte le nom de Notre-Dame-de-Recouvrance, en référence aux mariniers « recouvrés » (retrouvés) après leurs expéditions sur la Loire. En effet, les femmes de ces mariniers venaient souvent prier la Vierge Marie dans une petite chapelle dédiée à Notre-Dame-du-Bon-Secours qui s’élevait à cet endroit, sur une tour à demi écroulée de la muraille du faubourg d'Avenum, afin que leurs maris reviennent sains et saufs.
Le nom de « Recouvrance » fait aussi référence à la libération de la ville d’Orléans par Jeanne d’Arc durant le siège d'Orléans en 1429, mais aussi à l’épisode du recouvrement de Jésus au Temple (Évangile selon Luc : Lc 2,41-47) qui est la fête patronale de l'église, au deuxième dimanche de janvier.

## Géographie
L'église Notre-Dame-de-Recouvrance est située dans le centre-ville d'Orléans, entre les rues Notre-Dame-de-Recouvrance et de l'Ecu-d'or, à proximité de la rive droite de la Loire au niveau du quai Cypierre (route départementale 2152), entre les ponts George-V et Maréchal-Joffre. Seule église de la ville à être si serrée par les immeubles qui l'entourent, elle est au beau milieu d'un tissu urbain très diversifié, qui comprend notamment plusieurs maisons des XVIe – XVIIIe siècles rescapées des bombardements. La rue de l'Ecu-d'Or et le bout de la rue des Turcies ayant été touchés par les bombardements de 1940, des immeubles de l'époque de la Reconstruction se trouvent au sud, à l'est et au nord-est de l'église.
Elle se trouve dans le périmètre de la région naturelle du Val de Loire inscrit au patrimoine mondial de l'Organisation des Nations unies pour l'éducation, la science et la culture (Unesco).

## Histoire

### Époque moderne
Notre-Dame-de-Recouvrance est édifiée au début de l'Époque moderne sous la responsabilité du maître d’œuvre du duché d’Orléans Jean Mynier, entre 1513 et 1519, année de sa dédicace, qui survient le 14 avril 1519, précédée d'une procession solennelle et générale de toutes les paroisses d'Orléans de la cathédrale à l'église nouvellement achevée. Elle est, par la suite, rénovée à plusieurs reprises notamment aux XVIIe et XIXe siècles.
L'église prend la suite d'une chapelle primitive dédiée à Notre-Dame de Recouvrance ou de Bon-Secours que Lottin fait remonter au XIe siècle ; elle était située sur une tour de l'enceinte, puis a été adossée contre. Le rempart passait à peu près au milieu de l'église actuelle. L'extension de l'enceinte jusqu'aux mails actuels rend l'ancien mur inutile : celui-ci ainsi que ses fossés est vendu à divers carriers et autres acquéreurs; deux d'entre eux abandonnent leurs terrains en 1513 pour permettre la construction de l'église.
Durant les guerres de Religion, en 1562, l’église est fortement endommagée, de nombreux éléments de structure sont détruits tels que la voûte centrale, les voûtes latérales, les contreforts et le sommet du clocher, du fait de l'incendie par les Huguenots des charpentes. À partir de 1590, cinq églises d'Orléans, Saint-Pierre du Martroi, puis Saint-Paul, Notre-Dame de Recouvrance, Saint-Laurent et enfin Saint-Donatien, sont restaurées sur le même principe :  les contreforts et la voûte en pierre ne sont pas rétablis, mais remplacés par une carène en bois parée de briquettes et de nervures en bois imitant les voûtes ogivales. Au début du XVIIe siècle, le culte est rétabli à Notre-Dame de Recouvrance.
L’église est paroissiale de 1515 jusqu'en 1791, mais elle partage son curé avec Saint-Laurent. Ce dernier est assisté de trois vicaires, deux à Saint-Laurent, qui desservent un terroir essentiellement rural, et un habitant à demeure sur la paroisse de Notre-Dame de Recouvrance et desservant un quartier de plus en plus urbain et industriel. Deux cloches sont baptisées le 29 mars 1738, alors que Charles Clément est curé de Notre-Dame de Recouvrance et de Saint-Laurent. D'importants travaux de charpente sont exécutés en 1742-1743.
À partir de la seconde moitié du XVIIIe siècle, la paroisse est traversée de tensions graves. Jean-Baptiste Rousselet, curé de 1747 à 1767, est exilé huit ans par le Parlement d'Orléans de 1752 à 1760 pour avoir refusé les sacrements à une femme janséniste de sa paroisse, qui vivait dans l'actuelle rue Stanislas-Julien. L'évêque d'Orléans a aussi été exilé pour la même cause. En 1760, le curé reprend sa cure, mais affronte une très forte hostilité de ses paroissiens - gagnés par le jansénisme, puis les « idées nouvelles », et plusieurs procès l'opposent à ses marguilliers, les personnes qui gageaient sur leurs revenus les dépenses de la paroisse, tout en l'administrant, et à sa fabrique.

### Époque contemporaine

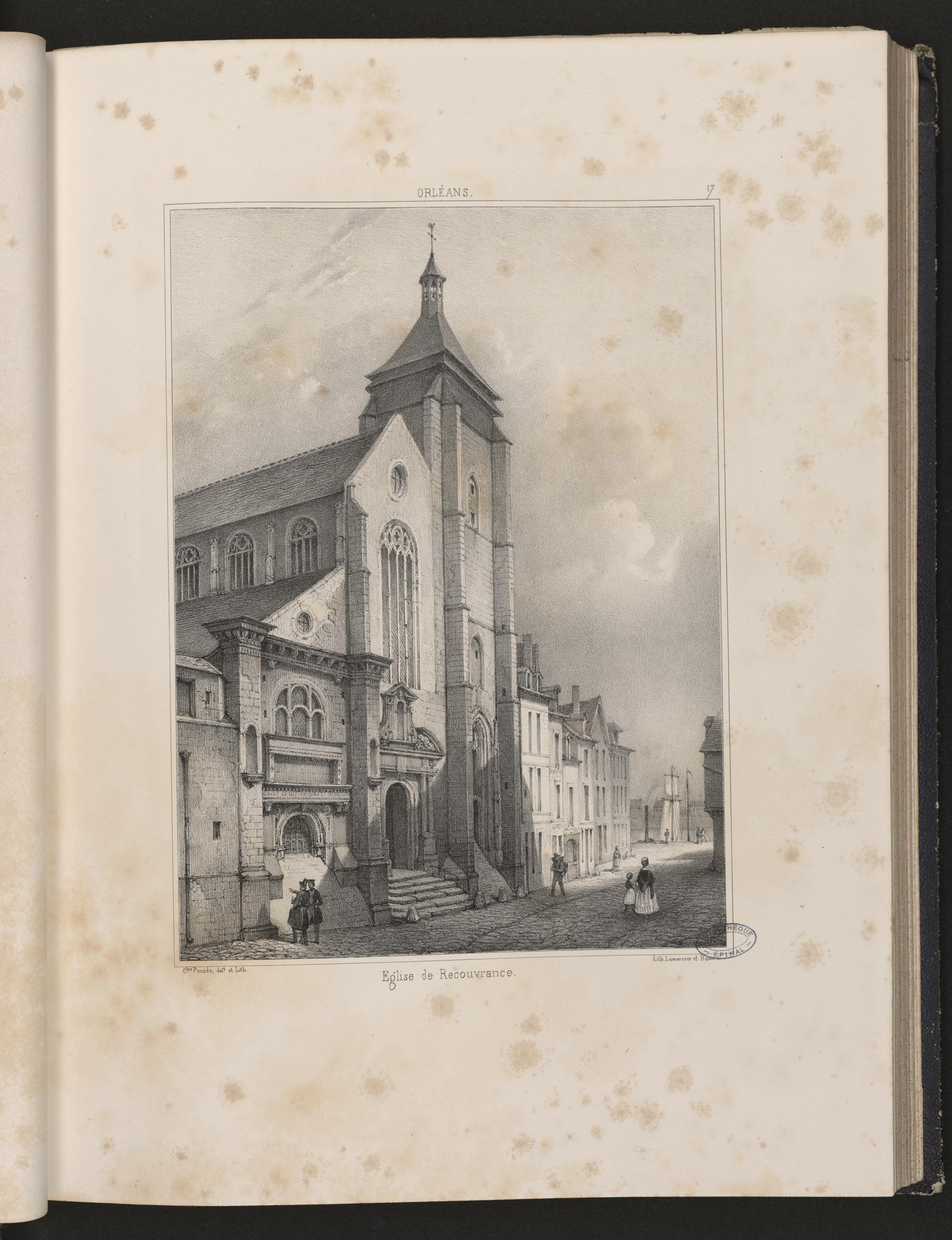
L'église Notre-Dame-de-Recouvrance en 1849, dessinée par Charles Pensée

Pendant la Révolution française, l'ensemble du mobilier est pillé; les deux cloches sont descendues. L'église dont la paroisse est supprimée et rattachée à Saint-Laurent doit sa survie d'abord aux mariniers qui l'imposent comme chapelle de secours en 1791 (ainsi que Saint-Donatien et saint-Aignan), ensuite à sa position proche du port d'Orléans qui permet sa transformation dès 1793 en entrepôt à farine. En 1800, elle est rachetée par des paroissiens et rendue au culte en 1802. Le premier curé post-révolutionnaire, Jean-Baptiste Plaisant, rachète l'hôtel particulier (construit en 1520) du no 12 rue Notre-Dame de Recouvrance, pour en faire son presbytère; en 1817, il le donne à la fabrique de la paroisse; la loi de 1905 confisque tous les biens des fabriques et les attribue aux mairies ou aux bureaux de bienfaisance quand il y en a; de fait, le 12 entre dans le patrimoine municipal, via le bureau de bienfaisance; la mairie le vend pour le franc symbolique au diocèse en 1995.
Au début du XIXe, l'église est pourvue d'autels de style néoclassique et de plusieurs tableaux; en 1823, elle a ses écoles, fondées et construites avec les fonds et la générosité de deux industriels, MM. Feyzan et Raguenet de Saint-Albin. En 1824, une croix de mission, depuis disparue, est érigée sur le territoire de la paroisse. Le chœur est repavé à l'aide de l'ancien pavage XVIIe siècle de la cathédrale Sainte-Croix d'Orléans. Quatre carreaux sont d'ailleurs gravés d'épitaphes de personnes enterrées dans le chœur de la cathédrale, essentiellement des clercs. En 1829, la succursale de Notre-Dame de Recouvrance redevient paroisse à part entière, en même temps que Saint-Marceau.
En 1857, Louis-Eugène Clesse est nommé curé avec pour mission de rendre son éclat passé à cette église. Il s'y attelle avec l'installation de trois autels, des peintures du chœur, celles des chapelles latérales par Hippolyte Lazerges entre 1851 et 1859 et le mobilier. Il prend à sa charge la plus grande partie des débours, près de 130.000 F de l'époque sur les 220.000F que nécessitent les travaux de l'église, des deux écoles et du presbytère à cette époque. En 1866, Notre-Dame de Recouvrance et Saint-Paul unifient leurs écoles en un grand bâtiment à l'angle de la rue des Charretiers et des Chats Ferrés; elles volent ainsi au secours de la ville qui manque d'argent pour fonder une école qui s'avère nécessaire. Par ailleurs, la paroisse dispose d'une école de filles tenue par les sœurs de Ruillé et située au no 12 de la rue du Four-à-Chaux (aujourd'hui Stanislas-Julien); cet édifice saisi en 1905 par la puissance publique devient par la suite l'annexe d'un collège privé, puis la fédération des œuvres laïques. Appelé en 1865 par l'évêque à prendre la cure de Saint-Paterne afin de mener à bien la reconstruction de l'église, l'abbé Clesse laisse son successeur M. Lambert achever les travaux de l'église, qui est consacrée à nouveau le 4 avril 1869. Une chapelle des Catéchismes est construite en 1865 sur un terrain donné par l'abbé Clesse au sud de l'église sur la rue de l'Ecu d'Or, dans ce but. En 1870, l'église s'enrichit d'un orgue de chœur, fait par le facteur d'orgues Loreau; il est inauguré en grande pompe le 31 mai de cette année.
L'église traverse à peu près sans encombre la guerre de 1870, bien quelle soit transformée en prison entre décembre 1870 et mars 1871, comme nombre d'autres églises de la ville et la cathédrale. Trois cloches sont fondues pour l'église par la fonderie Bollée en 1877, une autre en 1878. L'église abrite la septième plus grosse cloche d'Orléans, un bourdon qui pèse 1 019 kilos. En 1900, la toiture de la nef est refaite et plusieurs fermes changées (surtout à l'ouest) par quatre charpentiers, dont le compagnon du devoir Amyot.
Notre-Dame-de-Recouvrance est classée monument historique à la fin de la Première Guerre mondiale, le 30 juillet 1918. En 1920, sous l'impulsion des Monuments Historiques une partie des toitures est rénovée. Le presbytère, situé au 12 de la rue Notre-Dame de Recouvrance, est inscrit à l'inventaire des monuments historiques le 6 mars 1928. L'église et le presbytère sont électrifiés entre 1921 et 1923. La paroisse se dote d'un bulletin paroissial en 1930. Les écoles, fusionnées avec la paroisse Saint-Paul en 1866, se voient réduites dans leur surface en 1880, puis sont confisquées en 1906. Malgré le manque de ressources, la paroisse réorganise des écoles libres tenues par des sœurs sécularisées dès 1912. Celles-ci sont supprimées à la fin des années 1930 et leur bâtiment (no 5 et 5 bis rue de la Croix de Bois) donné au patronage paroissial. Il y a une salle paroissiale, située no 22, rue des Turcies.
Les financements permettant la suite de la rénovation, initialement prévue en 1922, ne sont trouvés qu'en 1938. Le grand vitrail du maître-autel (XVIe siècle) est alors déposé et envoyé à la restauration. Au début de la Seconde Guerre mondiale, en 1940, l'église est encadrée par les bombes de la Luftwaffe. Toiture et gouttières sont détruites. Les travaux prévus en 1938 sont enfin réalisés (AD Loiret)[Quoi ?], les gouttières sont posées en 1944 et portent un poinçon daté sur le côté sud de l'église. Les baies de l'église, soufflées pendant la guerre, sont remplacées en 1956 et 1957 par le maître-verrier orléanais Chevallier.
Les cloches sont électrifiées en 1954 et une cloche horaire installée au-dessus des autres en 1956. Au début des années 1960, les façades connaissent une campagne de ravalement, consécutive à la guerre et à ses dommages; les façades noires de poussière retrouvent leur propreté et les tons doux de la pierre. Après les travaux de restauration du pignon au début 1981 et de la sacristie, située dans la cour arrière du 12 rue Notre-Dame de Recouvrance, en 1984, l'église est peu à peu abandonnée; ses derniers occupants réguliers sont les Portugais, qui la partagent avec la paroisse de 1970 à 1977 et se retrouvent seuls dedans sur la fin, jusqu'au début des années 1980. Le presbytère est récupéré par le diocèse d'Orléans sous l'épiscopat de Mgr Riobé, qui y installe un centre ouvert aux nouvelles spiritualités chrétiennes sous l'égide de l'abbé Givenchy. Celui-ci accueille en 1991 des migrants turcs qui font la grève de la faim après avoir été déboutés du droit d'asile; plus tôt dans l'année, une quarantaine d'entre eux occupent pendant plusieurs semaines le porche de la cathédrale d'Orléans pour les mêmes raisons; défendus par l'évêque et l'abbé Pierre, ils seront finalement tous régularisés.
En 2008, l'église est accordée aux catholiques traditionalistes (paroisse diocésaine de rite tridentin) qui étaient auparavant installés par le diocèse dans l'église Saint-Martin de Cercottes, commune située dans le Loiret, au nord d'Orléans. À partir de 2011, plusieurs campagnes de travaux sont menées par la mairie d'Orléans, notamment pour réparer les toitures. En décembre 2012, une partie du mur nord de la chapelle des Catéchismes, gorgé d'eau, et de la toiture correspondante, sont refaits à neuf. A l'été 2013, une intervention a lieu sur deux retombées de voûtes afin de les rénover. En même temps, la noue sud-ouest voit son étanchéité refaite et un chéneau intérieur est rétabli, afin de supprimer une gouttière intérieure en PVC inadaptée qui ne cessait de s'encrasser et de fuir.
En mai 2012, les cloches sont remises en service ponctuel. Le tableau électrique inopérant, la remise en service est effectuée en deux étapes : la petite cloche horaire a été reliée au bas de l'église par 30 mètres de corde et une poulie, la rendant ainsi actionnable à nouveau ; les battants des quatre cloches ont été reliés par des cordes à un point central du beffroi d'où l'on peut actionner à la main toutes les cloches. Actuellement, Notre-Dame de Recouvrance possède le seul carillon à traction manuelle d'Orléans. On peut entendre sonner ses cloches lorsque le sonneur est là, le dimanche matin notamment, et de temps à autre en semaine. Deux de ses cloches peuvent être sonnées depuis l'église, des cordes les relient au bas; le 20 décembre 2013, le bourdon est à son tour raccordé; le 22 avril 2014, c'est le tour d'une quatrième cloche, et enfin la cinquième et dernière l'est le 17 juin 2014.
En 2019, Nathan Degrange Roncier -alors organiste de l'église- écrit une messe à l'occasion du 500e anniversaire de la dédicace de l'église Notre-Dame-de-Recouvrance d'Orléans.
Des travaux de restauration très importants de l'église et de son orgue Aristide Cavaillé-Coll débutent en 2025. Ils font suite aux actions de sensibilisation menées par l'association Les Amis des Orgues de Notre-Dame de Recouvrance d'Orléans.

## Architecture et mobilier

### Structure

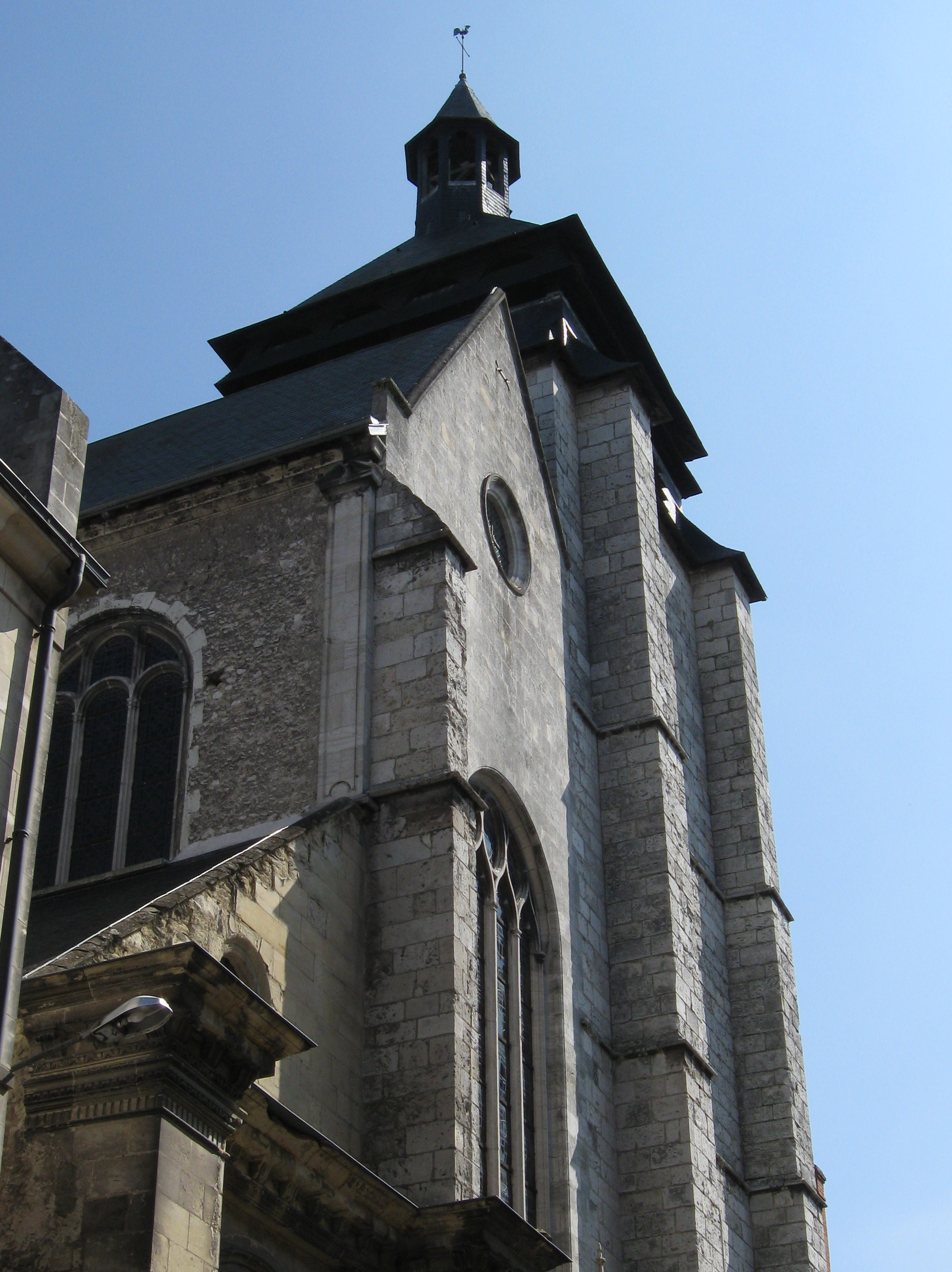
Le clocher

À la suite de reconstructions successives, l'église Notre-Dame-de-Recouvrance comporte des éléments de plusieurs époques différentes : du XVIe siècle : le vitrail du chevet relatant l’enfance de Jésus et le portail nord, ainsi que les voûtes à clefs pendantes des chapelles latérales ; du XVIIe siècle : l’ensemble des voûtes de la nef et des bas-côtés ; du XIXe siècle : le portail de la nef centrale construit dans le style néo-Renaissant ainsi que les autels érigés sous le Second Empire, de style Renaissance, mais aussi la chapelle des Catéchismes, les fonts baptismaux, les peintures dans les chapelles latérales. L'ancien portail central, baroque, a été donné en 1859 à la paroisse Saint-Vincent qui en profite pour agrandir son église d'une travée, entre 1859 et 1861. Le tympan du portail est orné d'une Crucifixion sculptée par Clovis Monceau.
Son plan de base est rectangulaire et non en croix latine; ce rectangle est du reste irrégulier au nord du fait d'un terrain plus étroit sur la rue de l'Ecu d'Or. Elle se caractérise également par son chevet plat.
Le clocher, qui pourrait avoir été construit à l'emplacement d'une des tours du mur d'enceinte est d'allure massive. Il est percé par des fenêtres en ogives qui lui apportent un peu de lumière. Sa toiture, typique des clochers de l'Orléanais rétablis au XVIIe, voit une lanterne à jour couronner une pyramide à quatre pans ; des ouvertures en lames inclinées servent d'abat-sons. Le beffroi et la charpente datent du XVIIIe (1723, 1742) et XIXe siècle.
La façade est composée de trois éléments distincts et alignés : le pignon de la nef centrale avec une porte en plein cintre, au-dessus duquel perce une baie imposante en plein cintre avec quatre meneaux ainsi qu'un œil-de-bœuf ; la partie gauche, avec une porte en plein cintre également, est appuyée d'un arc-doubleau qui repose sur les corniches de deux petites colonnes d'ordre corinthien ; la partie droite, sous le clocher, avec originellement, une porte ogivale très élevées dont les vantaux de la porte son séparés par un pilier. Depuis, cette baie a été coupée en deux dans sa hauteur par un arc en anse de panier sous lequel se trouve une porte et, au-dessus, prend désormais place un vitrail.

### Le grand orgue
Le Grand Orgue de tribune est l´œuvre du célèbre facteur d’orgue, Aristide Cavaillé-Coll. Il fut d´abord l´orgue de chœur de l’église Saint-Thomas-d’Aquin de Paris, où il fut installé en 1852. Il a ensuite été racheté par la paroisse de Notre-Dame de Recouvrance en 1863. Il est restauré et légèrement modifié par Robert Boisseau en 1962.
L’orgue comporte 14 jeux répartis sur deux claviers et pédalier. Le clavier de Grand-Orgue compte 54 notes, tandis que le récit expressif n´en comporte que 37. L´étendue du pédalier est de 30 marches. Du fait des trente ans d'abandon que l'église a connu, cet instrument nécessite de nos jours une restauration d'ampleur.

### Mobilier
Dans l'église, on trouve une peinture de L'Enfant Jésus, Sauveur du Monde, daté de la seconde moitié du XVIIe siècle et classé monument historique au titre d'objet depuis le 29 août 2001. Un tableau très abimé placé à droite en rentrant, au-dessus d'un confessionnal, représente Jésus parmi les docteurs. Le monument aux Morts, en forme de tombeau, a été inauguré le 16 janvier 1921 à la suite de trois jours de prières et de cérémonies en l'honneur de Jeanne d'Arc; il a été réalisé par la marbrerie orléanaise Jouanneau.
Par ailleurs, un vitrail de l'église représentant plusieurs scènes : L'Annonciation, La Nativité, L'Adoration des mages, L'Allaitement de l'Enfant Jésus et La Fuite en Égypte, est aussi classé monument historique au titre d'objet depuis le 3 mai 1904. Ce vitrail est daté du XVIe siècle.

## Informations diverses

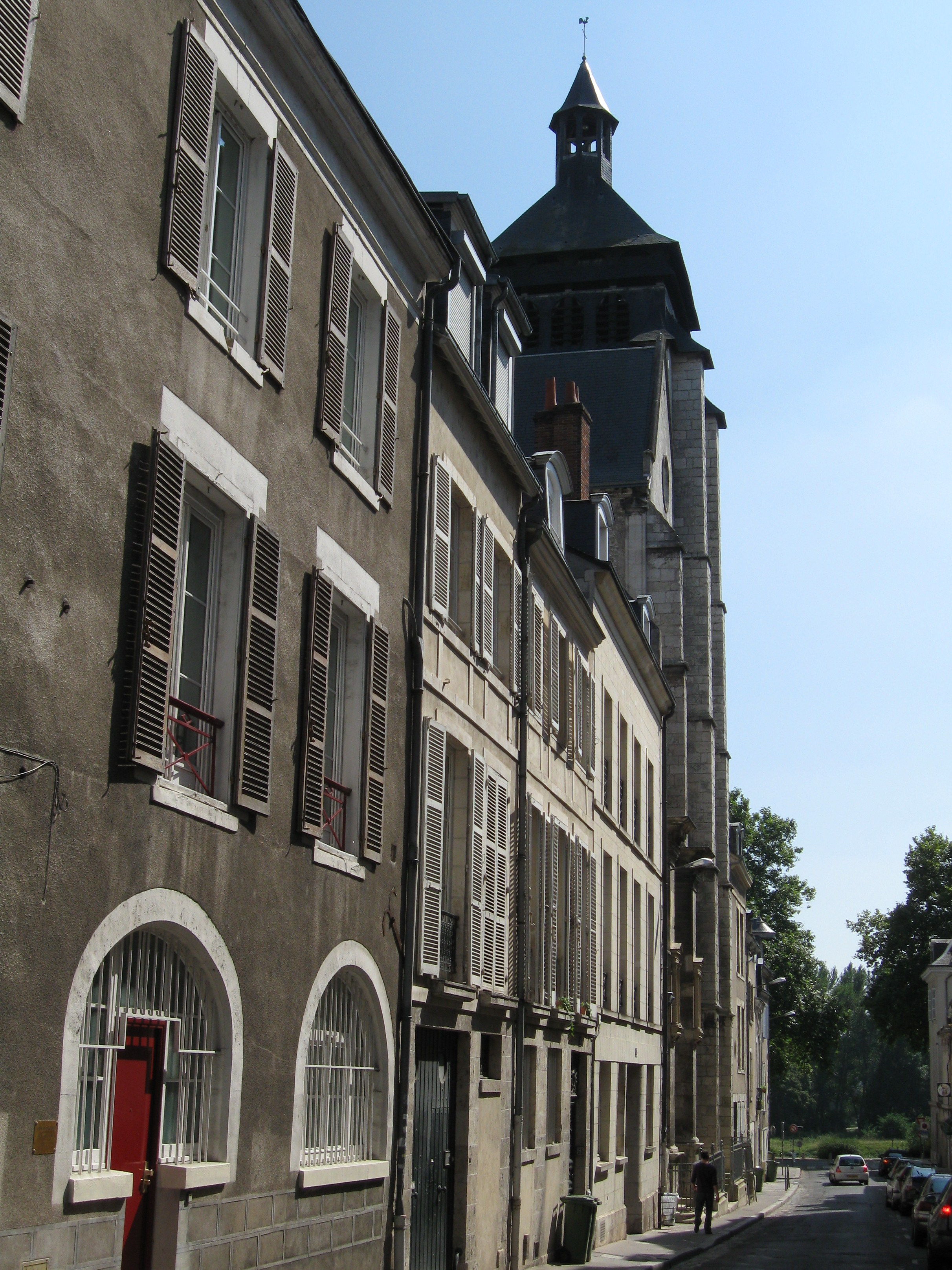
La rue Notre-Dame-de-Recouvrance

### Personnalités enterrées dans l’église
Plusieurs membres de la famille de Saint Isaac Jogues, missionnaire chez les amérindiens, sont enterrés à Notre-Dame-de-Recouvrance. On trouve aussi quatre épitaphes : l'une du XVIIe siècle et trois autres du XVIIIe siècle dans le chœur. Cependant, même s'il n'y a pas de tombes sous ces carreaux, ces épitaphes proviennent très probablement de l'ancien dallage de la cathédrale d'Orléans.
Depuis la béatification, puis la canonisation du missionnaire martyr, Notre-Dame de Recouvrance est la paroisse qui accueille sa dévotion, bien qu'il ait été baptisé à l'église Saint-Hilaire, détruite pendant la Révolution, et dont deux arcades ont été découvertes en 1910 lors du reculement de la maison située au no 251, rue de Bourgogne.

### Vie diocésaine
L’église Notre-Dame-de-Recouvrance accueille depuis 2008 la paroisse traditionaliste d’Orléans, observant le rite tridentin. Le chanoine Hubert de Salaberry, qui en est le prêtre desservant, célèbre la messe selon le rite extraordinaire, et également les dimanches  à Saint-Martin d'Abbat ; il est assisté par le chanoine Christian Mahlberg.
Les messes en semaine sont habituellement célébrées à 18h30 (sauf samedi : 11h) et la grand-messe du dimanche à 10h30 (chapelet à 10h). Il est également possible de se confesser avant ou après chaque messe.

### Cloches
La cloche de 1956 (Mi4) a été posée en mémoire de la cloche qui a été donnée en 1621 par l'université de lois d'Orléans à Notre-Dame de Recouvrance, comme l'indique l'inscription sur la cloche. L'église était alors celle des mariniers, soit une paroisse à la fois assez pauvre et en même temps de plus en plus industrielle. La cloche de l'université se trouvait sur un petit campanile situé en haut de la salle des thèses (rue Pothier). Le clocher de la salle des thèses est supprimé en 1751 car il tombait de vétusté et l'université d'Orléans, en déclin, n'avait plus les moyens d'entretenir son patrimoine. La dernière cloche, fondue en 1621, fut vendue 2 000 livres à la paroisse Saint-Donatien.
Les quatre autres cloches sont fondues en 1877 chez Bollée à Orléans. De la plus grosse à la petite, on trouve un bourdon de 1020 kilos (Mi3), une cloche de 700 kilos (Fa#3), une autre de 503 kilos (Si3) et une de 281 kilos (Sol#3). Elles ne sont électrifiées qu'en 1954 (système Bach); cette électrification est devenue obsolète à la suite des décennies d'abandon du clocher et de l'église de 1980 à 2008. Désormais, elles sont mues par des cordes et peuvent être actionnées depuis l'église.

## Pour approfondir